# 皇家剧院 (格拉斯哥)
皇家剧院（Theatre Royal）是格拉斯哥最古老的剧院，位于 Hope 街282号。剧院最初于1867年开业，是苏格兰运营时间最长的剧院。

## 历史
剧院在1867年开张，和毗邻的亚历山大音乐厅由格拉斯哥建筑师学会的创始主席乔治·贝尔设计。1879年，礼堂被火摧毁，并被著名的剧院建筑师查尔斯·皮普斯重建为古典法国文艺复兴风格。1895年，一场火灾再次破坏了礼堂，但6个月后由查尔斯·皮普斯重建，几乎没有明显的变化。它是查尔斯·皮普斯在英国设计的最大的建筑。
1977年，它因建筑和历史重要性列为A类登录建筑受到保护。